# Asteroide de tipus E
Els asteroides de tipus E

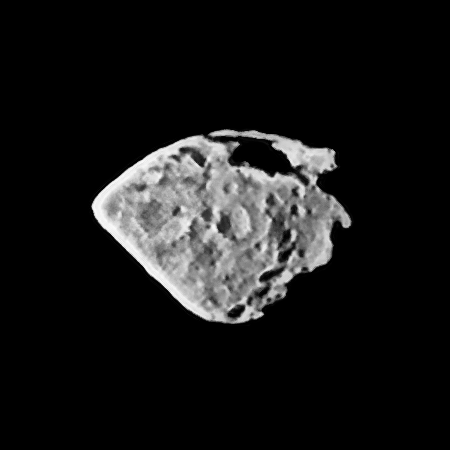
Asteroide de tipus E 2867 Šteins

són asteroides que es creu que tenen enstatita (MgSiO₃) superfícies acondrítics. Formen una gran part dels asteroides cap a l'interior del cinturó d'asteroides coneguts com a asteroides Hungaria, però convertit ràpidament en molt rares com el cinturó d'asteroides s'introdueix correctament. Tanmateix, hi ha alguns que són bastant lluny de la vora interior del cinturó d'asteroides, com ara 64 Angelina. Es creu que es va originar a partir del molt reduït mantell d'un asteroide diferenciat.
Tenen una alta albedo (0,3 o superior), cosa que els distingeix dels asteroides de tipus M més comuns. El seu espectre és pla sense trets distintius a vermellós. Probablement pel fet que es va originar a partir de la vora d'un cos matriu gran en lloc d'un nucli. Els de tipus E són tots petits, amb només tres (44 Nysa, 55 Pandora, 64 Angelina) que tenen diàmetres superiors a 50 quilòmetres i no hi ha altres per sobre de 25 quilòmetres (el més gran dels tres també orbiten atípicament ara, c.3 UA, des del Sol). Les aubrites (meteorits enstatita acondrita) es creu que procedeixen d'asteroides de tipus E.
Aquesta agrupació pot estar relacionat amb el tipus Xe de la classificació SMASS.

## Exploració
El 5 de setembre de 2008, la nau espacial Rosetta de l'ESA va visitar l'asteroide de tipus E 2867 Šteins Les dades espectrals de la nau espacial van confirmar que l'asteroide estava format principalment de minerals de ferro pobres com ara enstatita (piroxè rica en magnesi), forsterita (olivina rica en magnesi) i feldespat.